# Werowocomoco
Werowocomoco egy falu volt a mai Virginia állam területén 1600 körül, a 30 törzsből álló póheten indián törzsszövetség központja az európai telepesek megjelenése idején. Neve széles körben leginkább John Smith kapitány és Pokahontasz indián hercegnő romantikus történetéből ismert.
A település a mai Gloucester megye területén helyezkedett el, a York folyó északi partjának közelében. Pontos helye nem ismert.
Az angol Virginia gyarmat megszületése idején a közelben, a York-folyó túlpartján és a keskeny Virginia-félszigeten túl került sor a fehérek és a bennszülöttek első találkozásainak egy részére. Virginia-félszigetet délről határoló James-folyó túlpartján alapították a későbbi gyarmat fő települését, Jamestownt 1607. június 14-én.
Jamestownt és Werowocomocót csak mintegy 20 kilométeres távolság választotta el egymástól, de két külön világot képviseltek. Az összetűzések mindkét közösség számára nagy nehézségeket okoztak a 17. század elején. 1609-ben Póheten főnök biztonságosabb helyre költöztette székhelyét a szárazföld belsejében, a Chickahominy-folyó mellé, majd még távolabb, a Pamunkey-folyóhoz. Az összetűzések folytatódtak és 1644-re lehanyatlott a póhetenek ereje.
Werowocomoco helye rég elveszett, ma viták tárgya. Az egyik jelölt a helyszínre a póheten kémény néven ismert romok Wicomicónál, a 17-es út közelében. A régészek kutatásai alapján szóba került a nyugatabbra fekvő Purtan-öböl is.